# Duncan I di Scozia
Donnchad I Mac Crínáin, o in inglese Duncan I MacCrinain (1001 circa – 14 agosto 1040), è stato re di Scozia dal 1034 al 1040.

## Biografia

### Infanzia
Era figlio di Crinán, abate commendatario di Dunkeld, e della principessa Bethóc, figlia di Malcolm II di Scozia. Successe a suo nonno Malcolm II di Scozia dopo la sua morte, avvenuta il 25 novembre 1034.
Giovanni di Fordun suppone che Duncan fosse solo re di Strathclyde mentre suo nonno era sul trono, e che quindi gli sarebbe succeduto solo dopo la morte di quest'ultimo, ma gli storici moderni non condividono quest'opinione.

### Regno
La prima parte del regno di Duncan fu apparentemente tranquilla. Mac Bethad mac Findláich è ricordato come suo dux (in italiano "comandante", ma che in inglese è diventato "duca"), e questo suggerisce che Macbeth fosse il vero detentore del potere reale. Di certo ciò, unito ai diritti che Macbeth poteva accampare sul trono (essendo a sua volta nipote di Malcolm II), contribuì a scatenare la rivalità tra il re e il suo vassallo, che presto sarebbe sfociata in guerra aperta.

### Morte
Nel 1039 Duncan condusse un grande esercito di scozzesi a sud assediando Durham, ma la spedizione si concluse in un disastro. Il re sopravvisse, ma l'anno seguente guidò l'esercito a nord nella regione di Moray, vista tradizionalmente come dominio di Macbeth, probabilmente per sbarazzarsi del suo principale rivale. Tuttavia anche qui non ebbe successo, venendo ucciso in battaglia a Pitgaveny, vicino Elgin, probabilmente il 14 agosto 1040.
Dopo la morte di Duncan Macbeth si ritrovò padrone incontrastato della Scozia. I Dunkeld provarono ad opporglisi, ma dopo la morte in battaglia di Crinán e dei suoi sostenitori nel 1045, i figli di Duncan I fuggirono in Inghilterra.

## Discendenza
Sempre secondo Fordun Duncan sposò una tale Sibilla, cugina del conte Siward di Northumbria, ma anche questo fatto probabilmente è errato. Una fonte più antica, una variante delle Cronache dei re di alba, dà alla moglie di Duncan il nome gaelico Suthen. Qualunque nome abbia avuto sua moglie, Duncan ebbe almeno due figli:
- Malcolm (1031-1093, re di Scozia dal 1058);
- Donald (morto 1099, re di Scozia tra il 1093 e il 1097).

Máel Muire, conte di Atholl, è un possibile terzo figlio di Duncan, ma il fatto è incerto.

## In Shakespeare
Re Duncan I compare come personaggio nel Macbeth di Shakespeare, e il suo assassinio per mano di Macbeth stesso permette alla trama di svilupparsi. Duncan I non corrisponde perfettamente al "Re Duncan" della tragedia, poiché il sovrano reale era molto più giovane; inoltre Shakespeare lo raffigura quasi come uno stereotipico vecchio re saggio, al fine di esaltare la negatività del personaggio di Macbeth.

## Ascendenza
|                      |                      |                     | Genitori |  |  | Nonni |  |  | Bisnonni |  |  | Trisnonni |  |
|                      |                      |                     |          |  |  |       |  |  | …        |  |  | …         |  |
|                      |                      |                     |          |  |  |       |  |  | …        |  |  | …         |  |
|                      |                      | …                   |          |  |  |       |  |  | …        |  |  |           |  |
| …                    |                      |                     |          |  |  |       |  |  | …        |  |  |           |  |
|                      |                      | …                   | …        |  |  |       |  |  |          |  |  |           |  |
|                      |                      | …                   | …        |  |  |       |  |  |          |  |  |           |  |
|                      |                      | …                   | …        |  |  |       |  |  |          |  |  |           |  |
| Crinán di Dunkeld    |                      | …                   |          |  |  |       |  |  |          |  |  |           |  |
|                      |                      | …                   | …        |  |  |       |  |  |          |  |  |           |  |
|                      |                      | …                   | …        |  |  |       |  |  |          |  |  |           |  |
|                      |                      | …                   | …        |  |  |       |  |  |          |  |  |           |  |
| …                    |                      | …                   |          |  |  |       |  |  |          |  |  |           |  |
|                      |                      | …                   | …        |  |  |       |  |  |          |  |  |           |  |
|                      |                      | …                   | …        |  |  |       |  |  |          |  |  |           |  |
|                      |                      | …                   | …        |  |  |       |  |  |          |  |  |           |  |
| Duncan I di Scozia   |                      | …                   |          |  |  |       |  |  |          |  |  |           |  |
|                      | Kenneth II di Scozia | Malcolm I di Scozia |          |  |  |       |  |  |          |  |  |           |  |
|                      | Kenneth II di Scozia | Malcolm I di Scozia |          |  |  |       |  |  |          |  |  |           |  |
|                      | Kenneth II di Scozia | …                   |          |  |  |       |  |  |          |  |  |           |  |
| Malcolm II di Scozia | Kenneth II di Scozia |                     |          |  |  |       |  |  |          |  |  |           |  |
|                      |                      | …                   | …        |  |  |       |  |  |          |  |  |           |  |
|                      |                      | …                   | …        |  |  |       |  |  |          |  |  |           |  |
|                      |                      | …                   | …        |  |  |       |  |  |          |  |  |           |  |
| Bethóc di Scozia     |                      | …                   |          |  |  |       |  |  |          |  |  |           |  |
|                      |                      | …                   | …        |  |  |       |  |  |          |  |  |           |  |
|                      |                      | …                   | …        |  |  |       |  |  |          |  |  |           |  |
|                      |                      | …                   | …        |  |  |       |  |  |          |  |  |           |  |
| …                    |                      | …                   |          |  |  |       |  |  |          |  |  |           |  |
|                      |                      | …                   | …        |  |  |       |  |  |          |  |  |           |  |
|                      |                      | …                   | …        |  |  |       |  |  |          |  |  |           |  |
|                      |                      | …                   | …        |  |  |       |  |  |          |  |  |           |  |
|                      |                      | …                   |          |  |  |       |  |  |          |  |  |           |  |